# Ernst van Aaken
Ernst van Aaken (Emmerich am Rhein, 16 maggio 1910 – Schwalmtal, 2 aprile 1984) è stato un medico e allenatore di atletica leggera tedesco.

## Biografia

### Gli studi
Ernst van Aaken nasce il 16 maggio 1910 ad Emmerich, una piccola cittadina della Renania Settentrionale al confine con i Paesi Bassi. Si avvicina alla pratica sportiva in tenera età, diventando in poco tempo un buon ginnasta, tanto da tentare una piccola fuga dalla sua città per unirsi ad un circo itinerante come acrobata. Tornato presto a casa, il giovane Ernst rivolge la sua attenzione all'atletica, ed in particolar modo al salto con l'asta, specialità per la quale sembra essere molto portato. Nel 1928, tuttavia, il suo interesse viene calamitato dalle imprese sportive del pluri-medagliato fondista finlandese Paavo Nurmi, e comincia a competere sui 1500 metri. Nel 1931 Van Aaken si iscrive all'Università di Bonn, frequentando i corsi di filologia, pedagogia e persino astronomia prima di trovare la sua vera vocazione nella studio della medicina. I duri allenamenti a cui si sottopone non lo distolgono però dallo studio, e Van Aaken riesce presto a raccogliere i frutti del suo lavoro laureandosi prima campione universitario nazionale di salto con l'asta (1934), titolo che gli permette di entrare nel giro della Nazionale, e più tardi Dottore in Medicina (1938). Un anno dopo Ernst van Aaken sposa Adelgundis Koenen, dalla quale avrà sette figli. Il 1939, però, è anche l'anno dell'entrata in guerra della Germania di Hitler e il dottor Van Aaken, richiamato sotto le armi, viene spedito al fronte, servendo come chirurgo militare prima in Crimea e poi in Alsazia fino al 1945. Sopravvissuto alla tragica esperienza della seconda guerra mondiale, il dottor Van Aaken lavora un anno a Balve come assistente medico, prima di trasferirsi definitivamente a Waldniel, dove si specializza in Medicina dello Sport ed apre uno studio medico. Il 1947 è anche l'anno che segna il suo ritorno alle competizioni sportive.

### Gli anni di Waldniel
Ernst van Aaken sviluppa ben presto una tecnica di allenamento specifica per la corsa sulle lunghe distanze, frutto della sua ormai ventennale esperienza sul campo, a cui dà il nome di "resistenza pura" ("reine Ausdauer"), un metodo innovativo che prevede alti chilometraggi nella tabella di lavoro giornaliera; usando se stesso come cavia, il dottor Van Aaken perfeziona passo a passo il suo programma di allenamento, fino a raggiungere risultati eccellenti. Nel 1953, a coronamento dei suoi progetti, diventa uno dei soci fondatori dell'Olympische Sport Club (OSC) di Waldniel, e inizia ad allenare giovani atleti usando il suo metodo. In poco tempo i corridori dell'OSC di Waldniel diventano i più veloci della Germania Ovest sui 600, 1500 e 3000 metri, un'impresa eccezionale per una paesino di soli 7 000 abitanti. In virtù dei suoi successi, all'inizio degli anni Sessanta Van Aaken diventa l'allenatore, tra gli altri, dell'atleta tedesco Harald Norpoth, medaglia d'argento ai Olimpiadi di Tokyo del 1964 nei 5000 metri. Nel 1968 il dottor Van Aaken fonda le riviste "Spiridon" e "Condition". Nel 1972 Van Aaken viene investito da un'auto durante un allenamento, e perde l'uso di entrambe le gambe; dal giorno dell'incidente si sposta perciò in sedia a rotelle, diventando un simbolo per lo sport tra i disabili e nella specialità dell'handbike. Il brutto incidente di cui rimane vittima non gli impedisce tuttavia di organizzare nel 1973 il primo campionato mondiale di maratona femminile, a Waldniel, mentre nel 1978 è tra gli organizzatori di una corsa sul circuito del vecchio Nürburgring e, in seguito, di numerosi altri appuntamenti di corsa estrema. Per diffondere le sue teorie il dottor Van Aaken scrive numerosi saggi, il più famoso dei quali si intitola Programmiert für 100 Lebensjahre ("Programmato per raggiungere i 100 anni"), e tiene inoltre innumerevoli lezioni negli Stati Uniti, in Canada e in Giappone, oltre a circa trecento conferenze in Germania. Per i suoi studi e il suo impegno nel sociale Ernst van Aaken riceve nel 1976 la Croce Federale al Merito. Il Dottor Ernst van Aaken muore il 2 aprile 1984, in seguito all'aggravarsi delle sue condizioni di salute, rese fragili dall'incidente del 1972.

## Il Metodo Van Aaken
(Rich Engelhart)

### Premessa
All'inizio anni cinquanta il fisiologo tedesco Reindell introduce nel mondo dell'atletica la tecnica dell'intervall-training, un allenamento specifico per il sistema cardiocircolatorio. Ben presto, tuttavia, tale metodo comincia a mostrarsi non particolarmente efficace perché lo sviluppo del sistema cardiovascolare non è l'unico fattore determinante per il miglioramento della prestazione del corridore. Su questa base il fisiologo tedesco Ernst Van Aaken, allenatore di Harald Norpoth, e il neozelandese Arthur Lydiard, allenatore di Peter Snell, negli anni sessanta integrano le teorie di Reindell: in particolare il dottor Van Aaken, fermo nella sua convinzione che un allenamento fatto su ritmi troppo sostenuti fosse deleterio per l'organismo, stressato dalla produzione di un'elevata quantità di acido lattico, propone una metodologia di lavoro che prevede di affrontare grandi distanze correndo solamente al 50-60% delle proprie possibilità, con miglioramenti sensibili nelle prestazioni e nelle condizioni generali di salute del corridore. Van Aaken diventa così universalmente noto come "Running Doctor" ("il Dottore della Corsa") e come padre del metodo Waldnieler Dauerlauf (dal tedesco: "mezzofondo di Waldniel"); sua è la tecnica di allenamento a ritmi bassi sulla lunga distanza per la preparazione specifica del mezzofondo.

### Carichi di lavoro
Con questo tipo di allenamento si raggiunge relativamente presto un livello di corsa addirittura vicino al 5% della soglia anaerobica, l'organismo diventa molto abile a sfruttare l'ossigeno a disposizione e in gara si può correre al massimo anche senza aver provato in allenamento i ritmi più veloci.
Ovviamente anche con il sistema Van Aaken si deve cambiare passo, ma senza mai andare in affanno, infatti nelle sue tabelle di allenamento sono presenti alcune variazioni in base alla frequenza cardiaca, che non deve raggiungere mai quella massima.
La quantità di lavoro varia molto in base alle esigenze (dai 10 agli 80 chilometri), corsi a ritmo blando (non oltre le 130 pulsazioni/min) con intervalli frequenti fino al recupero completo e limitando gli scatti a uno o due per sessione.
Di seguito un esempio di una tipica tabella di lavoro elaborata secondo il metodo di Van Aaken:
- 2000 metri corsi in un tempo 2 minuti inferiore al migliore personale con un recupero di 3-5 minuti al passo
- 3000 metri corsi in un tempo 3-4 minuti inferiore al migliore personale con un lungo recupero
- 1 o 2 ripetizioni di una serie di 10x350 metri di corsa lenta, con pause di 50 metri al passo
- 2000 metri corsi in un tempo 2 minuti inferiore al migliore personale
- 5 serie di 350 metri ciascuna a velocità controllata
- 2000 metri corsi in un tempo 2 minuti inferiore al migliore personale

### Lo stile di vita Van Aaken
Van Aaken ha sempre sostenuto che gli esseri umani potrebbero raggiungere i 100 anni di età, se solo essi non si ostinnassero a vivere così "perdutamente contro natura". Nello stile di vita "biologico" lo sport gioca un ruolo molto importante, specialmente lo sviluppo della resistenza fisica. Van Aaken consigliava a tutti, comprese donne, anziani e bambini, di dedicare un'ora al giorno alla corsa lenta, abbinata ad un moderato regime alimentare. In particolare si impegnava per proporre la corsa lenta come metodo di prevenzione delle malattie cardiovascolari o addirittura come terapia riabilitativa in caso di infarto.

## L'impegno a favore delle donne nell'atletica
Ernst van Aaken sosteneva che le donne avrebbero potuto ottenere risultati anche migliori degli uomini nel mezzofondo, se solo fossero crollate le barriere sociali che allora non favorivano la presenza femminile in alcune manifestazioni sportive dedicate esclusivamente al fondo; perciò è stato uno dei primi sostenitori della partecipazione delle donne agli eventi podistici. Nel 1967, Van Aaken chiese ad Anni Pede, un'atleta di 27 anni senza esperienza sulle lunghe distanze e madre di due bambini proveniente dalla Germania Ovest, e a Monika Boers, una diciannovenne olandese, di partecipare ad una maratona organizzata dal suo club di atletica a Waldniel. Secondo lo storico dello sport tedesco Karl Lennartz, i giornalisti, scettici a proposito del record mondiale appena ottenuto dalla tredicenne Maureen Wilton a Toronto, Canada, chiesero a Van Aaken se le donne, per giunta adolescenti, fossero capaci di simili risultati. Essendo stato deriso per aver dichiarato che le donne potevano addirittura realizzare tempi più veloci, Van Aaken scelse la Pede e la Boers per provare le sue teorie. Benché la Federazione Tedesca di Atletica (Deutscher Leichtathletik-Verband) non permettesse ancora ufficialmente alle donne di gareggiare, gli ufficiali di gara permisero alle due donne di partire 30 metri dietro gli uomini. La Pede arrivò terza, e il suo tempo di 3:07:26,2 segnò un nuovo record del mondo femminile nella maratona, mentre la Boers finì in 3:19:36,3.

### In italiano
- Interval training si o no? Teoria della corsa prolungata , traduzione di S.Zanon, Milano, 1971

### In inglese
- Van Aaken Method - Finding the endurance to run faster and to live healthier, Mountain View, 1976

### In lingua originale
- Das Waldnieler Lauftraining der reinen Ausdauermethode und ihre Begründung, Eigenverlag, 1967
- Kritik des Intervalltrainings aus Biochemie und Praxis, 1964
- Ist das Krebsproblem nicht schon längst gelöst?, Düsseldorf, 1982
- Grundzüge und Theorie einer allgemeinen und chemischen Physiologie der Ausdauerfunktion. Sportphysiologische Studie zur Grundlegung des Lauftrainings, 1967
- Krebsvorbeugung und Heilung durch Jogging und gesundes Leben, 1984

### Pubblicazioni sul dottor Van Aaken
- Dr. Ernst van Aaken - 100 Jahre (1910-2010), Margret Crisp, Heimatbote Schwalmtal 2010
- Der provozierende Prophet, Prof. Dr. Med. Gerhard Uhlenbruck - Spiridon 4/1984
- Begegnungen im Schatten des Herakles, Hans Breidenbach-Bernau - Spiridon 4/1985